# 21e étape du Tour de France 1997
Pour un article plus général, voir Tour de France 1997.
La vingt-et-unième étape du Tour de France 1997 s'est déroulée le 27 juillet 1997 entre Disneyland Paris et Paris sur un parcours de 149,5 km. Cette étape est remportée par l'Italien Nicola Minali.

## Classement de l'étape
| \| Classement de l'étape \| Classement de l'étape \| Classement de l'étape \| Classement de l'étape \| Classement de l'étape \| \| Coureur \| Coureur \| Pays \| Équipe \| Temps \| \| --------------------- \| --------------------- \| --------------------- \| ------------------------------- \| --------------------- \| \| 1er \| Nicola Minali \| Italie \| Batik-Del Monte \| 3 h 54 min 36 s \| \| 2e \| Erik Zabel \| Allemagne \| Deutsche Telekom \| + 0 s \| \| 3e \| Henk Vogels \| Australie \| Gan \| + 0 s \| \| 4e \| Jeroen Blijlevens \| Pays-Bas \| TVM-Farm Frites \| + 0 s \| \| 5e \| George Hincapie \| États-Unis \| US Postal Service \| + 0 s \| \| 6e \| Robbie McEwen \| Australie \| Rabobank \| + 0 s \| \| 7e \| Lauri Aus \| Estonie \| Casino, c'est votre équipe \| + 0 s \| \| 8e \| Nicola Loda \| Italie \| MG Boys Maglificio-Technogym \| + 0 s \| \| 9e \| Philippe Gaumont \| France \| Cofidis-Le Crédit par Téléphone \| + 0 s \| \| 10e \| Rolf Sørensen \| Danemark \| Rabobank \| + 0 s \| |                   |            |                                 |                 |
| |                   |            |                                 |                 |
| |                   |            |                                 |                 |
| Classement de l'étape |                   |            |                                 |                 |
| Coureur | Coureur           | Pays       | Équipe                          | Temps           |
| 1er | Nicola Minali     | Italie     | Batik-Del Monte                 | 3 h 54 min 36 s |
| 2e | Erik Zabel        | Allemagne  | Deutsche Telekom                | + 0 s           |
| 3e | Henk Vogels       | Australie  | Gan                             | + 0 s           |
| 4e | Jeroen Blijlevens | Pays-Bas   | TVM-Farm Frites                 | + 0 s           |
| 5e | George Hincapie   | États-Unis | US Postal Service               | + 0 s           |
| 6e | Robbie McEwen     | Australie  | Rabobank                        | + 0 s           |
| 7e | Lauri Aus         | Estonie    | Casino, c'est votre équipe      | + 0 s           |
| 8e | Nicola Loda       | Italie     | MG Boys Maglificio-Technogym    | + 0 s           |
| 9e | Philippe Gaumont  | France     | Cofidis-Le Crédit par Téléphone | + 0 s           |
| 10e | Rolf Sørensen     | Danemark   | Rabobank                        | + 0 s           |

## Classement général
Au terme de la dernière étape de cette édition sans changement au niveau du classement général, l'Allemand Jan Ullrich (Deutsche Telekom) conserve son maillot jaune de leader devant le Français Richard Virenque (Festina-Lotus) avec plus de neuf minutes d'avance. L'Italien Marco Pantani (Mercatone Uno) conserve également sa troisième place avec près d'un quart d'heure d'écart.
| \| Classement général \| Classement général \| Classement général \| Classement général \| Classement général \| \| Coureur \| Coureur \| Pays \| Équipe \| Temps \| \| ------------------ \| -------------------- \| ------------------ \| ---------------------------- \| ------------------ \| \| 1er \| Jan Ullrich \| Allemagne \| Deutsche Telekom \| 100 h 30 min 35 s \| \| 2e \| Richard Virenque \| France \| Festina-Lotus \| + 9 min 09 s \| \| 3e \| Marco Pantani \| Italie \| Mercatone Uno \| + 14 min 03 s \| \| 4e \| Abraham Olano \| Espagne \| Banesto \| + 15 min 55 s \| \| 5e \| Fernando Escartín \| Espagne \| Kelme-Costa Blanca-Eurosport \| + 20 min 32 s \| \| 6e \| Francesco Casagrande \| Italie \| Saeco-Estro \| + 22 min 47 s \| \| 7e \| Bjarne Riis \| Danemark \| Deutsche Telekom \| + 26 min 34 s \| \| 8e \| José María Jiménez \| Espagne \| Banesto \| + 31 min 17 s \| \| 9e \| Laurent Dufaux \| Suisse \| Festina-Lotus \| + 31 min 55 s \| \| 10e \| Roberto Conti \| Italie \| Mercatone Uno \| + 32 min 26 s \| |                      |           |                              |                   |
| |                      |           |                              |                   |
| |                      |           |                              |                   |
| Classement général |                      |           |                              |                   |
| Coureur | Coureur              | Pays      | Équipe                       | Temps             |
| 1er | Jan Ullrich          | Allemagne | Deutsche Telekom             | 100 h 30 min 35 s |
| 2e | Richard Virenque     | France    | Festina-Lotus                | + 9 min 09 s      |
| 3e | Marco Pantani        | Italie    | Mercatone Uno                | + 14 min 03 s     |
| 4e | Abraham Olano        | Espagne   | Banesto                      | + 15 min 55 s     |
| 5e | Fernando Escartín    | Espagne   | Kelme-Costa Blanca-Eurosport | + 20 min 32 s     |
| 6e | Francesco Casagrande | Italie    | Saeco-Estro                  | + 22 min 47 s     |
| 7e | Bjarne Riis          | Danemark  | Deutsche Telekom             | + 26 min 34 s     |
| 8e | José María Jiménez   | Espagne   | Banesto                      | + 31 min 17 s     |
| 9e | Laurent Dufaux       | Suisse    | Festina-Lotus                | + 31 min 55 s     |
| 10e | Roberto Conti        | Italie    | Mercatone Uno                | + 32 min 26 s     |

## Classements annexes
| Classement par points | Classement par points | Classement par points | Classement par points | Classement par points |
| Coureur               | Coureur               | Pays                  | Équipe                | Points                |
| --------------------- | --------------------- | --------------------- | --------------------- | --------------------- |
| 1er                   | Erik Zabel            | Allemagne             | Deutsche Telekom      | 350 pts               |
| 2e                    | Frédéric Moncassin    | France                | Gan                   | 223 pts               |
| 3e                    | Mario Traversoni      | Italie                | Mercatone Uno         | 198 pts               |
| 4e                    | Jeroen Blijlevens     | Pays-Bas              | TVM-Farm Frites       | 192 pts               |
| 5e                    | Nicola Minali         | Italie                | Batik-Del Monte       | 156 pts               |

| Classement par points | Classement par points | Classement par points | Classement par points | Classement par points |
| Coureur               | Coureur               | Pays                  | Équipe                | Points                |
| --------------------- | --------------------- | --------------------- | --------------------- | --------------------- |
| 1er                   | Erik Zabel            | Allemagne             | Deutsche Telekom      | 350 pts               |
| 2e                    | Frédéric Moncassin    | France                | Gan                   | 223 pts               |
| 3e                    | Mario Traversoni      | Italie                | Mercatone Uno         | 198 pts               |
| 4e                    | Jeroen Blijlevens     | Pays-Bas              | TVM-Farm Frites       | 192 pts               |
| 5e                    | Nicola Minali         | Italie                | Batik-Del Monte       | 156 pts               |

| Classement de la montagne | Classement de la montagne | Classement de la montagne | Classement de la montagne | Classement de la montagne |
| Coureur                   | Coureur                   | Pays                      | Équipe                    | Points                    |
| ------------------------- | ------------------------- | ------------------------- | ------------------------- | ------------------------- |
| 1er                       | Richard Virenque          | France                    | Festina-Lotus             | 579 pts                   |
| 2e                        | Jan Ullrich               | Allemagne                 | Deutsche Telekom          | 328 pts                   |
| 3e                        | Francesco Casagrande      | Italie                    | Saeco-Estro               | 309 pts                   |
| 4e                        | Marco Pantani             | Italie                    | Mercatone Uno             | 269 pts                   |
| 5e                        | Laurent Brochard          | France                    | Festina-Lotus             | 241 pts                   |

| Classement de la montagne | Classement de la montagne | Classement de la montagne | Classement de la montagne | Classement de la montagne |
| Coureur                   | Coureur                   | Pays                      | Équipe                    | Points                    |
| ------------------------- | ------------------------- | ------------------------- | ------------------------- | ------------------------- |
| 1er                       | Richard Virenque          | France                    | Festina-Lotus             | 579 pts                   |
| 2e                        | Jan Ullrich               | Allemagne                 | Deutsche Telekom          | 328 pts                   |
| 3e                        | Francesco Casagrande      | Italie                    | Saeco-Estro               | 309 pts                   |
| 4e                        | Marco Pantani             | Italie                    | Mercatone Uno             | 269 pts                   |
| 5e                        | Laurent Brochard          | France                    | Festina-Lotus             | 241 pts                   |

| Classement du meilleur jeune | Classement du meilleur jeune | Classement du meilleur jeune | Classement du meilleur jeune | Classement du meilleur jeune |
| Coureur                      | Coureur                      | Pays                         | Équipe                       | Temps                        |
| ---------------------------- | ---------------------------- | ---------------------------- | ---------------------------- | ---------------------------- |
| 1er                          | Jan Ullrich                  | Allemagne                    | Deutsche Telekom             | 100 h 30 min 35 s            |
| 2e                           | Peter Luttenberger           | Autriche                     | Rabobank                     | + 45 min 39 s                |
| 3e                           | Michael Boogerd              | Pays-Bas                     | Rabobank                     | + 1 h 00 min 33 s            |
| 4e                           | Daniele Nardello             | Italie                       | Mapei-GB                     | + 1 h 01 min 30 s            |
| 5e                           | Laurent Roux                 | France                       | TVM-Farm Frites              | + 1 h 17 min 44 s            |

| Classement du meilleur jeune | Classement du meilleur jeune | Classement du meilleur jeune | Classement du meilleur jeune | Classement du meilleur jeune |
| Coureur                      | Coureur                      | Pays                         | Équipe                       | Temps                        |
| ---------------------------- | ---------------------------- | ---------------------------- | ---------------------------- | ---------------------------- |
| 1er                          | Jan Ullrich                  | Allemagne                    | Deutsche Telekom             | 100 h 30 min 35 s            |
| 2e                           | Peter Luttenberger           | Autriche                     | Rabobank                     | + 45 min 39 s                |
| 3e                           | Michael Boogerd              | Pays-Bas                     | Rabobank                     | + 1 h 00 min 33 s            |
| 4e                           | Daniele Nardello             | Italie                       | Mapei-GB                     | + 1 h 01 min 30 s            |
| 5e                           | Laurent Roux                 | France                       | TVM-Farm Frites              | + 1 h 17 min 44 s            |

| Classement par équipes | Classement par équipes       | Classement par équipes | Classement par équipes |
| Équipe                 | Équipe                       | Pays                   | Temps                  |
| ---------------------- | ---------------------------- | ---------------------- | ---------------------- |
| 1re                    | Deutsche Telekom             | Allemagne              | 301 h 51 min 30 s      |
| 2e                     | Mercatone Uno                | Italie                 | + 32 min 04 s          |
| 3e                     | Festina-Lotus                | France                 | + 47 min 52 s          |
| 4e                     | Banesto                      | Espagne                | + 1 h 05 min 14 s      |
| 5e                     | Kelme-Costa Blanca-Eurosport | Espagne                | + 2 h 20 min 24 s      |

| Classement par équipes | Classement par équipes       | Classement par équipes | Classement par équipes |
| Équipe                 | Équipe                       | Pays                   | Temps                  |
| ---------------------- | ---------------------------- | ---------------------- | ---------------------- |
| 1re                    | Deutsche Telekom             | Allemagne              | 301 h 51 min 30 s      |
| 2e                     | Mercatone Uno                | Italie                 | + 32 min 04 s          |
| 3e                     | Festina-Lotus                | France                 | + 47 min 52 s          |
| 4e                     | Banesto                      | Espagne                | + 1 h 05 min 14 s      |
| 5e                     | Kelme-Costa Blanca-Eurosport | Espagne                | + 2 h 20 min 24 s      |